# Myriad (torretta antiaerea)
Il Myriad era un progetto di torretta CIWS italo-svizzero, con radar RTN-25X disgiunto dall'affusto, che ospitava il potente complesso Barrage con 2 armi Oerlikon da 25 mm a 5 canne rotanti e 10.000 colpi/min di cadenza complessiva (con una gittata utile di circa 2,5 km).
Nonostante la sua potenza, e l'eccellenza della meccanica adottata, il bisogno generale che vuole un maggior calibro ed un maggiore raggio utile non lo ha premiato.
L'ultimo modello disponeva anche di una torretta stealth, con le canne dei cannoni riparabili dietro un apposito scudo, ma anche per questo modello non sono stati trovati clienti.